# Списак фудбалских клубова у Црној Гори

## Прва лига Црне Горе2023/24.
- Арсенал - Тиват
- Будућност - Подгорица
- Дечић - Тузи
- Јединство - Бијело Поље
- Језеро - Плав
- ОФК Младост ДГ - Подгорица
- Морнар - Бар
- ОФК Петровац - Петровац на Мору
- Рудар - Пљевља
- Сутјеска - Никшић

## Друга лига Црне Горе2023/24.
- Беране - Беране
- Бокељ - Котор
- Грбаљ - Радановићи
- Игало - Херцег Нови
- Интернационал - Подгорица
- Искра - Даниловград
- Ком - Подгорица
- Ловћен - Цетиње
- Отрант Олимпик - Улцињ
- Подгорица - Подгорица

## Трећа лига Црне Горе2023/24.

### Регија Сјевер
- ОФК Борац - Бијело Поље
- Брсково - Мојковац
- Гусиње - Гусиње
- ОФК Гусиње - Гусиње
- Ибар - Рожаје
- Комови - Андријевица
- Петњица - Петњица
- Пљевља - Пљевља
- Полимље  - Мурино

### Регија Центар
- Адриа - Подгорица
- Дрезга - Подгорица
- Забјело - Подгорица
- Зета - Голубовци
- Зора - Даниловград
- Иларион - Подгорица
- Кариоке - Подгорица
- Олимпико - Подгорица
- Полет старс - Никшић
- Рибница - Подгорица
- ОФК Титоград - Подгорица
- Фанс јунајтед - Подгорица
- Црвена стијена - Подгорица
- Челик - Никшић

### Регија Југ
- Академија - Улцињ
- Балкан - Бар
- Будва - Будва
- Орјен - Зеленика
- Слога Радовићи - Кртоли
- Слога Стари Бар - Стари Бар
- Цетиње - Цетиње